# Coleophora gallurella
Coleophora gallurella é uma espécie de mariposa do gênero Coleophora pertencente à família Coleophoridae.